# Guldbaggegalan 1974
Den tionde Guldbaggegalan, som belönade svenska filmer från 1973 och 1974, hölls den 16 september 1974.

## Vinnare
| Högsta kvalitetspoäng                                  | Bästa regi                           |
| ------------------------------------------------------ | ------------------------------------ |
| - En handfull kärlek (3,15)                            | - Vilgot Sjöman – En handfull kärlek |
| Bästa skådespelerska                                   | Bästa skådespelare                   |
| - Inga Tidblad – Pistolen                              | - Allan Edwall – Emil och griseknoen |
| Juryns specialbagge                                    |                                      |
| - P.A. Lundgren – En handfull kärlek (för scenografin) |                                      |